# النمط الحر (فلم)
النمط الحر, (بالإنجليزية: Free Style), وهي قصة عن رجل 18 سنة من العمر الشاب (كوربن بلو)  الذي خصص لعائلته، ويجد نفسه في الحب وسعيه للفوز في بطولة الهواة الوطنية موتو. تم إخراج فيلم النمط الحر من قبل وليام دير .

## القصة
كال براينت هو صبي لا يتجاوز 18 سنة. وتابع انه دائما الذي خصص لعائلته، ولكن، منذ ظهوره الصغير في العاطفة وظهور لأول مرة في العالم من موتوكروس.
والآن بعد أن بالغ تقرر اختيار مستقبله، لمرة واحدة، بشكل مستقل، لمساعدته على أن يصبح بطل هو الدعم من الآباء والأمهات وصديقته.
بعد التدريب الشاق، كال، قرر الانحراف في البطولة الوطنية للموتوكروس الهواة، وكان على اقتناع بأنه لا يمكن الفوز بها.

## طاقم الممثلين
- كوربن بلو : كال براينت
- ساندرا إتشيفيريا : واليكس
- دايفد رايفرز : براينت ديل
- مات بيليفليور : ديريك بلاك
- جيسي موس : ماينارد جوستين
- بينيلوب آن ميلر : براينت جانيت
- ماديسن بتيس : بيلي براينت
- مارتن راتيجان : كوبي

## الإفراج عن دي في دي
وقام بتوزيع فيلم النمط الحرة في 9 فبراير 2010, على دي في دي.

## أوقات العرض
| البلد            | عنوان الفيلم          | التاريخ         |
| ---------------- | --------------------- | --------------- |
| المكسيك          | Free Style            | 24 ديسمبر، 2008 |
| الولايات المتحدة | Free Style            | 6 فبراير، 2009  |
| الأرجنتين        | Free Style            | 19 فبراير، 2009 |
| البرازيل         | .Na Trilha da Vitoria | 20 مارس، 2009   |